# Bund germano-américain
Pour les articles homonymes, voir Bund (homonymie).
 (mai 2013).
Si vous disposez d'ouvrages ou d'articles de référence ou si vous connaissez des sites web de qualité traitant du thème abordé ici, merci de compléter l'article en donnant les références utiles à sa vérifiabilité et en les liant à la section « Notes et références ».

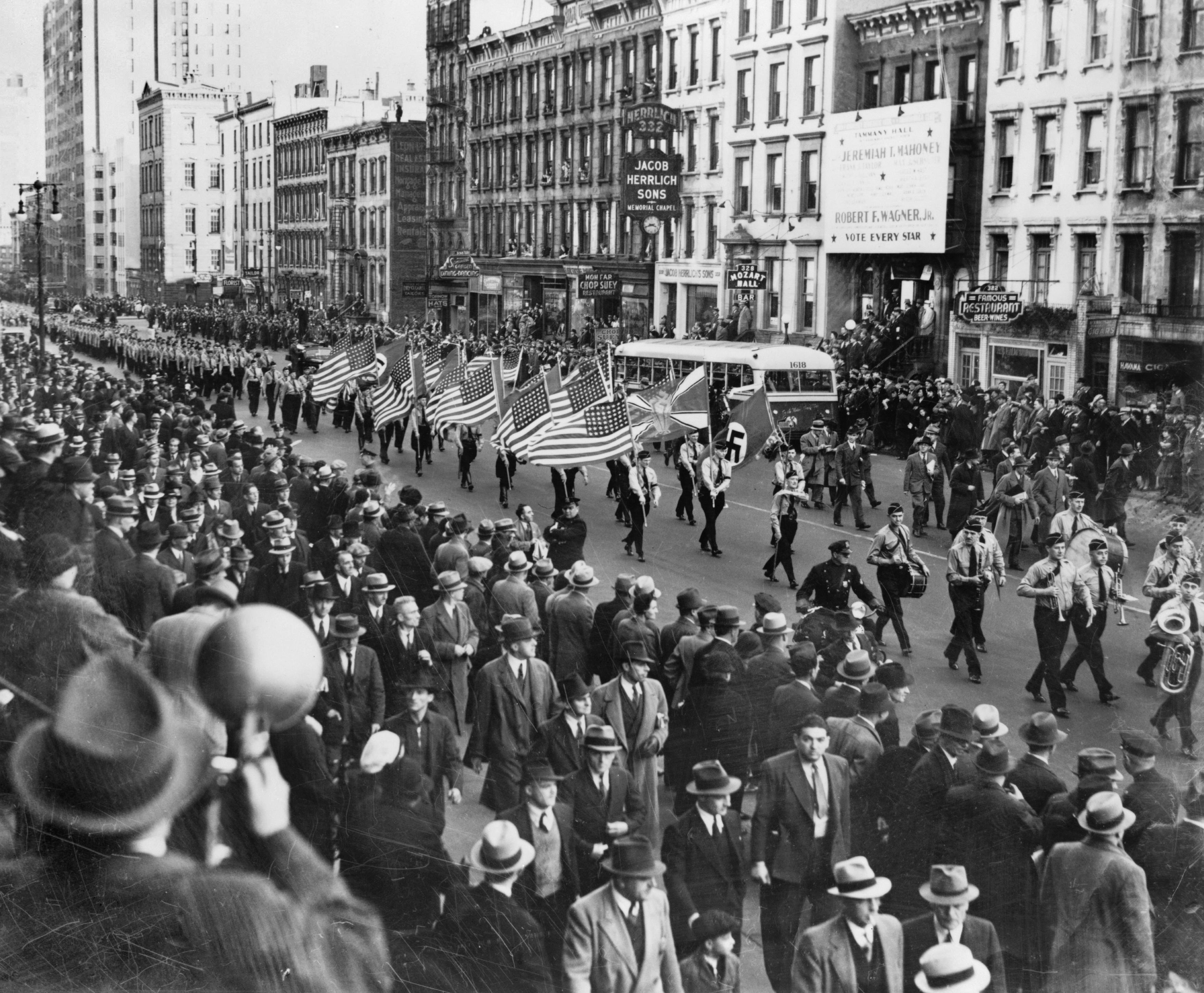
Un défilé du Bund germano-américain paradant sur la, à New York, le 30 octobre 1939.

Le Bund germano-américain ou Fédération germano-américaine (en anglais : German American Bund ; en allemand : Amerikadeutscher Bund, ou Amerikadeutscher Volksbund, abrégé « AV ») est une organisation américaine nazie active dans les années 1930. Son objectif principal est de promouvoir l'Allemagne nazie aux États-Unis.

## Les Amis de la Nouvelle-Allemagne
Heinz Spanknöbel, militant du Parti national-socialiste des travailleurs allemands (NSDAP) vivant aux États-Unis, procède à la fusion de deux organisations : le Gau-USA et la Société libre de Teutonia, qui réunissent quelques centaines de membres chacun. Ils forment alors l'organisation des Amis de la Nouvelle-Allemagne. Une de ses initiatives est de lancer des appels à boycott des entreprises juives dans le quartier allemand de Yorkville. En 1934, une bataille interne se déroule pour le contrôle de l'organisation et des enquêtes du député et agent du NKVD Samuel Dickstein révèlent que la société est une branche du NSDAP aux États-Unis.

## Création du Bund

Drapeau du Bund.

Après l'enquête, Adolf Hitler lui-même invite les ressortissants allemands aux États-Unis à se retirer de l'organisation des Amis de la Nouvelle-Allemagne. Le 19 mars 1936, il place Fritz Julius Kuhn, un citoyen américain à la tête d'une nouvelle organisation, le Bund germano-américain (qui absorbe les Amis de la Nouvelle-Allemagne). Le Bund établit deux camps d'entraînement, le Camp Nordlund, dans le comté de Sussex, et le Camp Siegfried dans Yaphank. De courts films de propagande sont produits pour attirer l'attention sur le Bund. En 1936, Fritz Kuhn et une cinquantaine de membres du Bund partent à bord d'un bateau pour l'Allemagne, dans l'espoir de recevoir une reconnaissance personnelle et officielle de la part du chancelier Hitler, à l'occasion des Jeux olympiques d'été de 1936. Toutefois, selon l'historien Charles Higham, Hitler ne tenait pas à rencontrer Kuhn. Il souhaitait en effet que le Bund américain reste une organisation non-agressive et relativement obscure (opération dont se charge l'ambassadeur allemand aux États-Unis, Hans-Heinrich Dieckhoff). Kuhn ne parvient à rencontrer Hitler que brièvement, lors d'une réception avant la cérémonie d'ouverture.

## Apogée de l'organisation

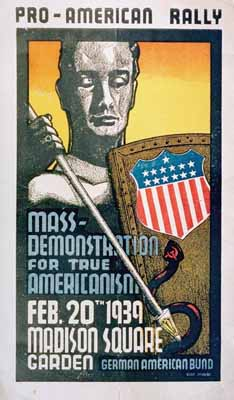
Affiche du Bund germano-américain du 20 février 1939, alors posée au Madison Square Garden.

Le Bund connait son apogée lors du Presidents Day, le 20 février 1939, à Madison Square Garden (New York). Quelque 20 000 personnes entendent Kuhn critiquer le président Franklin Delano Roosevelt à plusieurs reprises, le qualifiant de « Frank D. Rosenfeld », appelant le New Deal (« Nouvelle donne ») le « Jew Deal » (« L'accord juif »), et prétendant que le leadership américain est désormais judéo-bolchévique. Des combats éclatent entre des manifestants et des nervis du Bund.
Le Bund est l'un des nombreux groupes de la communauté germano-américaine, mais il est l'un des rares à exprimer des idéaux nazis. En réaction, dans la dernière semaine de décembre 1942, cinquante personnalités germano-américaines réunies par la journaliste Dorothy Thompson (parmi lesquels la star du baseball Babe Ruth) signent une Déclaration de Noël par les hommes et les femmes d'ascendance allemande (Christmas Declaration by men and women of German ancestry) condamnant le nazisme, et qui paraît dans dix grands quotidiens américains.

## Fin du Bund
En 1939, une enquête du fisc américain établit que Kuhn a détourné une partie des fonds du Bund pour son profit personnel. Le Bund, reposant sur un pouvoir hiérarchique et autoritaire (Führerprinzip), ne réagit pas. En revanche, le procureur du district de New York poursuit Kuhn et le 5 décembre 1939, Kuhn est condamné à 2,5 ans de prison pour évasion fiscale et détournement de fonds. Un nouveau dirigeant, Wilhelm Kunze, est nommé mais il ne dure pas, il fuit au Mexique en 1941 après avoir appelé à la désobéissance face à la mobilisation nationale.
Le House Un-American Activities Committee (HUAC) entérine l'interdiction du Bund après la Seconde Guerre mondiale, déjà interdit en 1941.